# Dana Scott

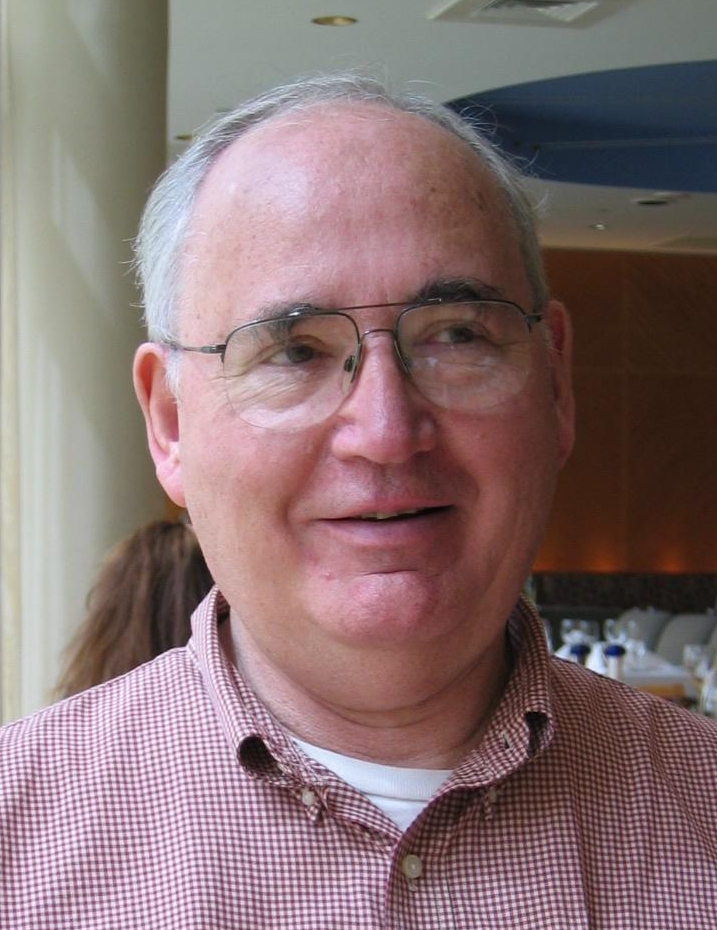
Dana S. Scott

Dana Stewart Scott (* 11. Oktober 1932 in Berkeley, Kalifornien) ist ein US-amerikanischer Mathematiker, Logiker, Informatiker und Philosoph, der bedeutende Beiträge zur Automatentheorie, Modelltheorie, axiomatischen Mengenlehre und Semantik der Programmiersprachen geleistet hat.

## Leben
Scott ist das einzige Kind zweier Handelsvertreter, die sich 1938 scheiden ließen. Er studierte von 1950 bis zum Bachelor-Abschluss 1954 Mathematik in Berkeley (unter anderem bei Alfred Tarski) und wurde 1958 bei Alonzo Church in Princeton über Convergent sequences of complete theories promoviert. 1959, während einer Post-Doc-Zeit an der University of Chicago, veröffentlichte er mit Michael O. Rabin Finite automata and their decision problems (Einführung nichtdeterministischer Automaten), das aus einer Zusammenarbeit der beiden während eines Sommer-Jobs 1957 am Thomas J. Watson Research Center von IBM hervorging und für das beiden 1976 der Turing Award verliehen wurde.
1958 bis 1960 war er Lehrbeauftragter an der University of Chicago. 1960 wurde er Assistenzprofessor in Berkeley, wo er sich unter anderem mit Modallogik beschäftigte (Buch mit dem 1966 verstorbenen John Lemmon, An introduction to modal logic, 1977). 1963 bis 1967 war er Assistenzprofessor und danach bis 1969 Professor für Mathematik und Logik an der Stanford University. 1968/69 war er Gastprofessor an der Universität von Amsterdam, 1969 bis 1972 Professor für Philosophie und Mathematik in Princeton. 1972 bis 1981 war er Professor für mathematische Logik in Oxford, wo er zusammen mit Christopher Strachey über die Semantik von Programmiersprachen arbeitete (Denotational Semantics, Begründung der „Domain Theory“, für diese Arbeiten erhielt er 1990 den Harold-Pender-Preis und 1997 den Rolf-Schock-Preis); die Zusammenarbeit der beiden hatte schon während eines Aufenthalts in Oxford 1969 begonnen. 1981 bis zu seiner Emeritierung 2003 war er Professor für Informatik, mathematische Logik und Philosophie an der Carnegie Mellon University in Pittsburgh, wo er mit Herbert A. Simon ab 1985 auch die Fakultät für Philosophie aufzubauen half. 1992/93 war er Gastprofessor an der Johannes Kepler Universität Linz, 2001 am Mittag-Leffler-Institut in Stockholm und 2003 Gastwissenschaftler der Alexander von Humboldt-Stiftung in München. Zu seinen rund 50 Doktoranden gehören Kenneth Kunen und Angus Macintyre.
1967 führte er (einer Anregung von Robert Solovay folgend, der dies zur gleichen Zeit ebenso wie Petr Vopěnka unabhängig tat) boole-wertige Modelle ein, die er zu einem neuen Beweis der Unabhängigkeit der Kontinuumshypothese (bewiesen 1963 von Paul Cohen) benutzte (A proof of the independence of the continuum hypothesis, Mathematical Systems Theory Bd. 1, 1967, S. 89–111). Dafür erhielt er 1972 den Leroy P. Steele Prize.
1974 veröffentlichte er ein zum Zermelo-Fraenkel-System alternatives Axiomensystem der Mengenlehre (Scottsches Axiomensystem).
Daneben arbeitete er auch über Kategorientheorie und Topologie.
Scott war von 1963 bis 1965 Sloan Research Fellow und 1978/79 als Guggenheim Fellow Visiting Scientist am Xerox PARC (Palo Alto Research Center). 2003 war er Gastwissenschaftler der Humboldt-Stiftung in München. Er ist Ehrendoktor der Universitäten Utrecht, Edinburgh, Ljubljana und der TH Darmstadt (1995). Er ist Mitglied der National Academy of Sciences der USA, der American Academy of Arts and Sciences, der American Association for the Advancement of Science, der British Academy, der Finnischen Akademie der Wissenschaften (1972), der New Yorker Akademie der Wissenschaften und der Academia Europaea (1992). Er ist Fellow der ACM. 2001 erhielt er die Bolzano-Medaille der tschechischen Akademie der Wissenschaften. 1989 hielt er die ersten Tarski Lectures in Berkeley, 1991 die zweite Gödel-Lecture. 2007 erhielt er den EATCS-Award. Er ist Fellow der American Mathematical Society.
Scott ist Mitbegründer der {\displaystyle \Omega }-group for Mathematical Logic, die sich mit der Herausgabe der Buchreihe Perspectives in Mathematical Logic beschäftigt.
Er ist mit der Pianistin Irene Schreier verheiratet, die ebenfalls in der Carnegie Mellon University unterrichtet.